# Ibrahim Amadou
Ibrahim Amadou, né le 6 avril 1993 à Douala, est un footballeur franco-camerounais. Il évolue au poste de défenseur central ou milieu de terrain défensif au Shanghai Shenhua.

## Biographie

### Jeunesse
Ibrahim Amadou est né le 6 avril 1993 à Douala au Cameroun et est arrivée en France à l'âge de 4 ans. Il vit à Colombes (92) et fait ses débuts dans un club de quartier, l’AS Cheminots Ouest avant de rejoindre le Racing Club de France.

### AS Nancy-Lorraine
Il finit par intégrer le centre de formation de AS Nancy-Lorraine à l'âge de 15 ans. et y est formé en tant que défenseur central, mais peut également évoluer au milieu de terrain.
Ibrahim Amadou joue son premier match professionnel lors de la saison 2012-2013 avec l'AS Nancy-Lorraine en disputant une minute de jeu lors de la dernière journée de championnat de Ligue 1 de la saison 2012-2013, face au Stade brestois. La saison suivante il va disputer 20 matchs de Ligue 2.
La saison suivante Pablo Correa, alors entraîneur de l'AS Nancy-Lorraine, le fixe en tant que milieu défensif. Il réalise à la suite de ce repositionnement sa première saison pleine avec l'équipe première, et au cours de la saison 2014-2015, le deuxième joueur nancéien le plus utilisé, connaissant 34 titularisations.

### Lille OSC

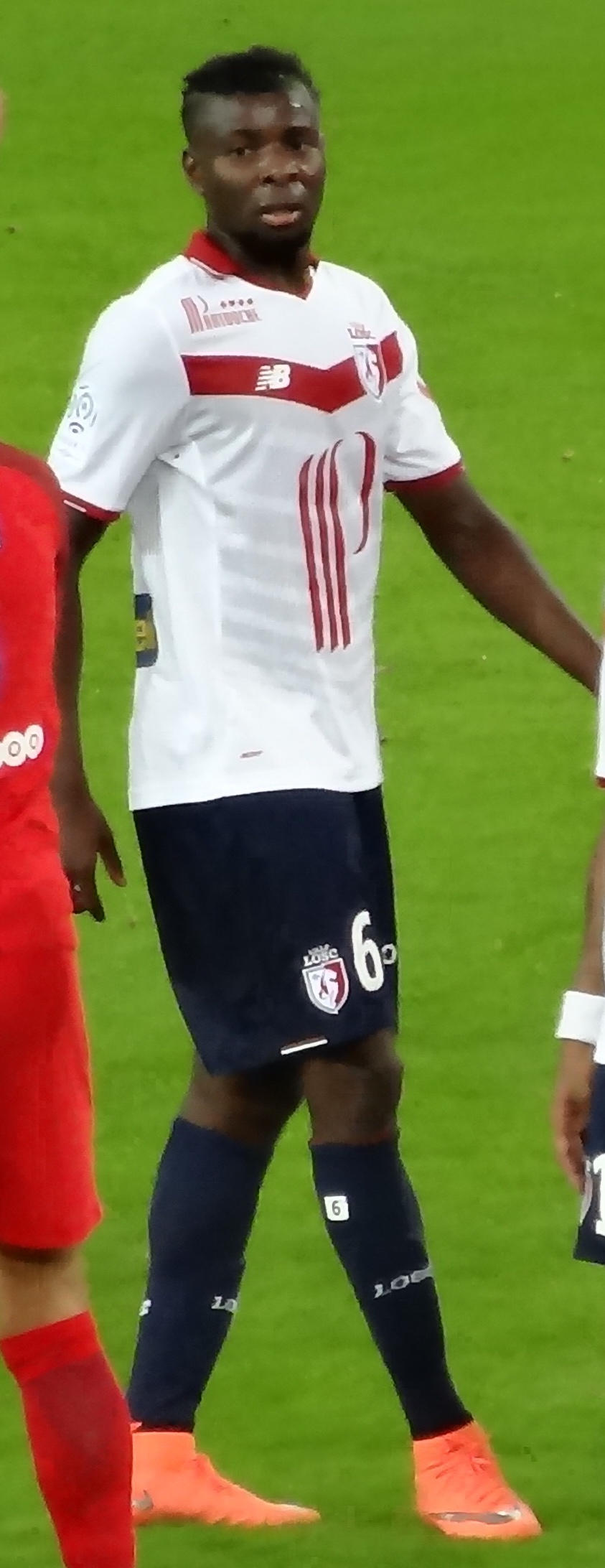
Ibrahim Amadou avec le maillot du LOSC en 2016.

Lors du mercato d'été 2015, il s'engage avec le Lille OSC pour 4 saisons et un transfert estimé à près de 2 millions d'euros. Il rejoint dans le Nord Julian Jeanvier, son ami, avec qui il a été formé. Il débute titulaire dès la première journée de Ligue 1 face au Paris SG, en défense centrale, au côté de Renato Civelli (défaite 0-1). D’abord utilisé dans la rotation de l’effectif, il s’impose comme un titulaire régulier à partir de janvier 2016 et apparait, avec 22 apparitions dont 18 titularisations, comme une des révélations lillois de la saison 2015-2016. Installé au poste de milieu défensif, il est, après 27 journées de l'exercice 2016-2017, le troisième joueur le plus utilisé de l’effectif lillois après Sébastien Corchia et Vincent Enyeama avec 24 matchs de Ligue 1, dont 23 titularisations. Fort de ces performances, le club nordiste prolonge son contrat le 28 février 2017 jusqu'en 2020.
Sous Marcelo Bielsa, il est nommé capitaine des dogues à la suite des départs de Rio Mavuba, Franck Béria, Marko Basã et Vincent Enyeama. Il joue gardien lors du match face à Strasbourg le 13 août 2017 à la suite de l'expulsion de Mike Maignan, il encaissera deux buts pour une défaite 3-0.

### Séville FC
Le 30 juin 2018, Ibrahim Amadou est annoncé au Séville FC en Liga et y signe un contrat de quatre ans. Il fait ses débuts avec son nouveau club lors d'un match de Ligue Europa de l'édition 2018-2019. Il fait ses débuts en étant titulaire lors d'une opposition à domicile contre les lituaniens du FK Žalgiris Vilnius et participe à la victoire 1-0 de son équipe. Il fait ses débuts en championnat dix jours plus tard, le 19 août 2018 lors d'une opposition à l'extérieur contre le Rayo Vallecano et participe à la victoire 4-1 de son équipe. À l'issue de sa première saison à Séville Ibrahim a disputé 32 matchs toutes compétitions confondues dont 17 en championnat.
Le 12 janvier 2022, il rompt son contrat à l'amiable avec le club sévillan.

#### Prêt en Angleterre à Norwich
Après un an à Séville, Ibrahim Amadou est prêté pour une saison au Norwich City FC en Premier League. Ce prêt est assorti d'une option d'achat fixé 10 millions d'euros.

#### Prêt au CD Leganés
Alors qu'il n'a pas réussi à s'imposer en ne disputant que 756 minutes de jeu avec Norwich City FC, Ibrahim est prêté pour la fin de la saison 2019-2020 au sein du club du CD Leganés en Liga. Avec le CD Leganés il va disputer 10 matchs de championnat, mais ne va pas réussir à obtenir le maintien du club qui finit la saison à la 18e place.

#### Prêt à Angers
Le 5 octobre 2020, Ibrahim Amadou est prêté avec option d'achat pour un an à l'Angers SCO en Ligue 1 pour la saison 2020-2021. Il fait son retour en Ligue 1 lors d'un match à domicile contre le FC Metz et obtient avec son équipe le nul 1 partout. Il marque son premier but sous ses couleurs le 7 mars 2021 en inscrivant un doublé lors d'une opposition de la Coupe de France 2020-2021 contre le club martiniquais du Club franciscain.

### En sélection
En décembre 2016, il déclare avoir décliné sa sélection avec l'équipe du Cameroun de football pour la Coupe d'Afrique des nations 2017 au Gabon, préférant se consacrer à son club.

## Statistiques
| Saison                | Club                  | Championnat           | Championnat | Championnat | Coupe nationale | Coupe nationale | Coupe de la Ligue | Coupe de la Ligue | Supercoupe | Supercoupe | Compétition(s) continentale(s) | Compétition(s) continentale(s) | Compétition(s) continentale(s) | Total | Total |
| Saison                | Club                  | Division              | M.          | B.          | M.              | B.              | M.                | B.                | M.         | B.         | Comp.                          | M.                             | B.                             | M.    | B.    |
| 2012-2013             | AS Nancy-Lorraine     | Ligue 1               | 1           | 0           | 2               | 0               | 0                 | 0                 | -          | -          | -                              | -                              | -                              | 3     | 0     |
| 2013-2014             | AS Nancy-Lorraine     | Ligue 2               | 20          | 0           | 2               | 0               | 1                 | 0                 | -          | -          | -                              | -                              | -                              | 23    | 0     |
| 2014-2015             | AS Nancy-Lorraine     | Ligue 2               | 36          | 2           | 3               | 0               | 1                 | 0                 | -          | -          | -                              | -                              | -                              | 40    | 2     |
| Sous-total            | Sous-total            | Sous-total            | 57          | 2           | 7               | 0               | 2                 | 0                 | -          | -          | -                              | -                              | -                              | 66    | 2     |
| 2015-2016             | Lille OSC             | Ligue 1               | 22          | 1           | 2               | 0               | 5                 | 0                 | -          | -          | -                              | -                              | -                              | 29    | 1     |
| 2016-2017             | Lille OSC             | Ligue 1               | 35          | 1           | 3               | 1               | 1                 | 0                 | -          | -          | C3                             | 2                              | 0                              | 41    | 2     |
| 2017-2018             | Lille OSC             | Ligue 1               | 30          | 0           | 2               | 0               | -                 | -                 | -          | -          | -                              | -                              | -                              | 32    | 0     |
| Sous-total            | Sous-total            | Sous-total            | 87          | 2           | 7               | 1               | 6                 | 0                 | -          | -          | -                              | 2                              | 0                              | 102   | 3     |
| 2018-2019             | Séville FC            | Liga                  | 17          | 0           | 6               | 0               | -                 | -                 | -          | -          | C3                             | 9                              | 0                              | 32    | 0     |
| Sous-total            | Sous-total            | Sous-total            | 17          | 0           | 6               | 0               | -                 | -                 | -          | -          | -                              | 7                              | 0                              | 30    | 0     |
| 2019-2020             | Norwich City FC       | Premier League        | 11          | 0           | 2               | 0               | -                 | -                 | -          | -          | -                              | -                              | -                              | 13    | 0     |
| 2019-2020             | CD Leganés            | Liga                  | 10          | 0           | -               | -               | -                 | -                 | -          | -          | -                              | -                              | -                              | 10    | 0     |
| 2020-2021             | Angers SCO            | Ligue 1               | 21          | 0           | 3               | 2               | -                 | -                 | -          | -          | -                              | -                              | -                              | 24    | 2     |
| Sous-total            | Sous-total            | Sous-total            | 42          | 0           | 5               | 2               | -                 | -                 | -          | -          | -                              | -                              | -                              | 47    | 2     |
| Total sur la carrière | Total sur la carrière | Total sur la carrière | 203         | 4           | 25              | 3               | 8                 | 0                 | -          | -          | -                              | 11                             | 0                              | 247   | 7     |

## Palmarès
- Lille OSC
  - Finaliste de la Coupe de la Ligue en 2016